# 独坡镇
独坡乡，是中华人民共和国湖南省怀化市通道侗族自治县下辖的一个乡镇级行政单位。

## 行政区划
独坡乡下辖以下地区：
木瓜村、小寨村、坎寨村、独坡村、金坑村、地坪村、坪寨村、上岩村、孟冲村、新丰村、骆团村和虾团村。